# Glen Powell
Glen Thomas Powell, Jr. (* 21. říjen 1988, Austin, Texas, Spojené státy americké) je americký herec, scenárista a producent. Zahrál si roli Chada Radwella v seriálu Scream Queens, roli Finnegana ve filmu Everybody Wants Some!! (2016) a astronauta ve snímku Skrytá čísla (2017).

## Životopis a kariéra
Narodil se v Austinu v Texasu, kde byl hvězdným lakrosovým hráčem. Začal pracovat s Antoniem Banderasem a Syvesterem Stallonem ve filmu Spy Kids 3-D: Game Over. V roce 2007 získal roli ve filmu Síla slova, ve kterém hrál a režíroval jej Denzel Washington. Poté, co se přestěhoval do Los Angeles získal role v seriálech jako Na Západ, Jack & Bobby, Kriminálka Miami, Beze stopy, Rizzoli & Isles: Vraždy na pitevně. V roce 2015 získal jednu z hlavních rolí v seriálu Scream Queens. Zahrál si ve filmech jako Temný rytíř povstal (2012),Expendables: Postradatelní 3 (2014), Everybody Wants Some!! (2014). V roce 2016 si zahrál astronauta v kritiky uznávaném filmu Skrytá čísla.

## Filmografie
| Rok  | Název                                                 | Role                              | Poznámky |
| ---- | ----------------------------------------------------- | --------------------------------- | --- |
| 2003 | Spy Kids 3-D: Game Over                               | Kluk s dlouhým prstem             | |
| 2005 | Příběh Wendella Bakera                                | Travis                            | |
| 2006 | The Safe Side: Internet Safety                        | Nebezpečný muž                    | krátkometrážní film |
| 2006 | Jumping Off Bridges                                   | Eric Turner                       | |
| 2006 | Fast Food Nation                                      | Steve                             | |
| 2006 | Hořká krajina                                         | John Jaegerman                    | |
| 2007 | Síla slova                                            | Preston Whittington               | |
| 2009 | Jumping Off Bridges                                   | Eric Turner                       | |
| 2011 | Brisk                                                 | –                                 | producent |
| 2012 | J.A.W.                                                | Aiden                             | také producent a scenárista |
| 2012 | Barrio Tales                                          | Jack                              | |
| 2012 | The Uninvited: A Red River Rivalry Nightmare          | –                                 | krátkometrážní film |
| 2012 | The Vibrator                                          | –                                 | krátkometrážní film |
| 2012 | Spisovatelé                                           | dobře vypadající kluk z bratrstva | |
| 2012 | Mother Hen                                            | Jay                               | krátkometrážní film, také producent |
| 2012 | Temný rytíř povstal                                   | obchodník                         | |
| 2013 | Red Wing                                              | Francis                           | |
| 2013 | Best Friends Forever                                  | Nick                              | |
| 2013 | Starting Over with Brooke Shields                     | –                                 | krátkometrážní film |
| 2013 | April Apocalypse                                      | Dickis                            | |
| 2014 | Expendables: Postradatelní 3                          | Thorn                             | |
| 2014 | Sex Ed                                                | JT                                | |
| 2015 | The Bad Guy                                           | Whit                              | |
| 2015 | Wind Walkers                                          | Sonny Childe                      | |
| 2016 | Provinění                                             | Doug                              | |
| 2016 | Poldův švagr                                          | Troy                              | |
| 2016 | Everybody Wants Some!!                                | Finnegan                          | |
| 2016 | Skrytá čísla                                          | John Glenn                        | Cena filmového festivalu v Palm Springs pro nejlepší obsazení filmu Cena Sdružení filmových a televizních herců pro nejlepší výkon obsazení celovečerního filmu |
| 2017 | Sand Castle                                           | seržant Falvy                     | |
| 2018 | The Bad Guys                                          | Whit                              | |
| 2018 | Spolek přátel krásné literatury a bramborových koláčů | Mark Reynolds                     | |
| 2018 | To zařídíme                                           | Charlie Young                     | |
| 2022 | Top Gun: Maverick                                     | Hangman Seresin                   | |
| 2022 | Apollo 10 1/2: Dítě kosmického věku                   | Bostick                           | |
| 2022 | Devotion                                              | Tom Hudner                        | |
| 2023 | Vrah naoko                                            | Gary Johnson                      | také scenárista a producent |
| 2023 | S tebou nikdy                                         | Ben                               | |
| 2024 | Twisters                                              | Tyler Owens                       | |
| 2025 | Běžící muž                                            | Ben Richards                      | postprodukce |

| Rok       | Název                              | Role                          | Poznámky                                      |
| --------- | ---------------------------------- | ----------------------------- | --------------------------------------------- |
| 2003      | Endurance                          | sám sebe                      | díl: „Mexico“                                 |
| 2004      | Jack & Bobby                       | Rich Wolf                     | díl: „Pilot“                                  |
| 2005      | Na Západ                           | Jackson Wheeler               | mini-seriál                                   |
| 2008      | Beze stopy                         | Brett Farnsworth              | díl: „True/False“                             |
| 2009      | Kriminálka Miami                   | Logan Crawford                | díl: „Head Case“                              |
| 2011      | Rizzoli & Isles: Vraždy na pitevně | Graham Randall                | díl: „Remember Me“                            |
| 2012      | The Lying Game                     | Gavin Turner                  | díl: „No Country for Young Love“              |
| 2012      | Námořní vyšetřovací služba         | Marine Sergeant Evan Westcott | 2 díly                                        |
| 2015–2016 | Scream Queens                      | Chad Radwell                  | hlavní role (1. řada) vedlejší role (2. řada) |
| 2017      | Sláva králi Jelimánovi – Exiled    | Trent                         | dabing, 2 díly                                |
| 2017      | Sláva králi Jelimánovi             | Trent                         | dabing, díl: „One More Cup, Part 2“           |
| 2020–2022 | Jurský svět: Křídový kemp          | Dave                          | dabing                                        |
| 2023      | Rick a Morty                       | Kwyatt                        | dabing, díl: „Summer k nepřericktí“           |
| 2024      | Griffinovi                         | Patrick McCloskey (hlas)      | díl: „Peter, Peter, v dýních dělá vítr“       |